# Hayat Sindi
Hayat bint Sulaiman bin Hassan Sindi (arabiska: حياة سندي), född 1967, är en saudiarabisk medicinsk forskare och en av de första kvinnliga medlemmarna i Saudiarabiens rådgivande församling. Hon är känd för att göra stora bidrag till point-of-care medicinska tester och bioteknik. Hon rankades av Arabian Business som den 19:e mest inflytelserika araben i världen och den nionde mest inflytelserika arabiska kvinnan.

## Utbildning
Hayat Sindi är född i Makkah, Saudiarabien.  År 1991 övertygade hon sin familj om att hon skulle flytta ensam till Förenade kungariket för att fortsätta sin högre utbildning. Efter ett års studier av engelska språket och A-levels, blev hon antagen till King's College London, där hon tog examen i farmakologi 1995. När hon var på King's College tog hon emot Princess Anne's Award för hennes examensarbete om allergi. 
Sindi, som bär den traditionella muslimska huvudduken, pressades att överge sin religiösa och kulturella övertygelse när hon gick på universitetet; dock höll hon fast vid den synpunkten om att en persons religion, färg eller kön inte har någon betydelse för vetenskapliga bidrag. Sindi fortsatte med sina forskarstudier för att sedan få en doktorsexamen i bioteknik från Newnham College, Cambridge 2001. Hon var den första saudiska kvinnan som var antagen till universitet i Cambridge inom bioteknik, och den första kvinnan från någon av de arabiska staterna i Persiska viken för att slutföra doktorsexamen i fältet.

## Karriär
Sindi är en gästprofessor vid Harvard University; därför reser hon ofta mellan Jidda, Boston och Cambridge, Massachusetts. Sindis arbete vid Harvard gav henne en plats med fyra andra forskare i en dokumentärfilm som hade stöd av USA:s presidentkansli för att främja den vetenskaplig utbildningen bland ungdomar. Vid sidan av hennes vetenskapliga arbete deltog Sindi i många event som syftade till att öka medvetenheten och intresse för vetenskap bland kvinnor, särskilt i Saudiarabien och den muslimska världen i allmänhet. Hon är också intresserad av problemet med kompetensflykt, och hon närvarade vid Jeddah Economic Forum 2005 som en inbjuden talare. 
Sindi vann år 2010 Mekkah Al Mukaramahpriset för vetenskaplig innovation, som gavs av H.K.H Prince Khalid bin Faisal Al Saud.  Hon blev också utsedd till 2011 Emerging Explorer av National Geographic Society.
Den 1 oktober 2012 utsågs Sindi av Unescos chef Irina Bokova som en ambassadör för Unescos godwill för hennes prestationer för att främja den vetenskapliga utbildning i Mellanöstern, särskilt för tjejer. Hon var också på Newsweeks lista med 150 kvinnor som skakade världen för det året.
I januari 2013 blev Sindi en del av den första gruppen kvinnor för att sitta i Saudiarabiens rådgivande församling.
På det årliga mötet i Clinton Global Initiative som hölls den 21-24 september 2014, utdelades Dr. Sindi "Leadership in Civil Society" -priset.